# حبيل الشيبة

تعديل مصدري - تعديل

حبيل الشيبة هي إحدى قرى عزلة القارة بمديرية رصد التابعة لمحافظة أبين، بلغ تعداد سكانها 42 نسمة حسب تعداد اليمن لعام 2004.